# Pararhinichthys bowersi
Pararhinichthys bowersi är en fiskart som först beskrevs av Edmund Lee Goldsborough och Clark, 1908.  Pararhinichthys bowersi ingår i släktet Pararhinichthys och familjen karpfiskar. Inga underarter finns listade i Catalogue of Life.